# Protosmia humeralis
Protosmia humeralis är en biart som först beskrevs av Pérez 1896.  Protosmia humeralis ingår i släktet Protosmia och familjen buksamlarbin. Inga underarter finns listade i Catalogue of Life.